# Cover Girl (G.I. Joe)
Cover Girl es un personaje ficticio de la línea de juguetes G.I. Joe: A Real American Hero, cómics y series animadas. Es una jinete de tanques del Equipo G.I. Joe, especializada en el tanque de misiles Wolverine, y debutó en 1983 en el mismo equipo. Es interpretada por Karolína Kurková en la película de acción en vivo de 2009 G.I. Joe: The Rise of Cobra.

## Perfil
Su verdadero nombre es Courtney A. Krieger, y nació en Peoria, Illinois. Su especialidad militar principal es la armadura y su especialidad militar secundaria es la mecánica de AFV (vehículos de combate blindados).
Antes de unirse a G.I. Joe, Cover Girl fue una modelo de moda de gran éxito en Chicago y Nueva York y apareció en las portadas de innumerables revistas. Eventualmente encontró el mundo del modelaje insatisfactorio y se unió al ejército para buscar nuevos desafíos en la vida. Para demostrar que no era solo una cara bonita, asistió a Armor School en Fort Knox, así como a escuelas tecnológicas relacionadas. Cover Girl es experta en mecánica diesel y tecnología de turbinas de gas. También es una experta calificada con el cohete LAW (Arma antiblindaje ligera), el misil Dragon AT (Anti-Tank), el M-16 y la pistola automática M1911A1.
Aunque su especialidad se basaba principalmente en armaduras, finalmente se le pidió a Cover Girl que usara su experiencia en maquillaje y escenografía para operaciones encubiertas y de recopilación de inteligencia. Le molestaban las asignaciones que aprovechaban su belleza natural, pero finalmente amplió su conocimiento del trabajo encubierto en la Escuela de Inteligencia Militar del Fuerte Huachuca. Esto aumentó el alcance de su conjunto de habilidades como agente de campo competente para el Equipo G.I. Joe.

## Juguetes
Cover Girl se lanzó por primera vez como figura de acción en 1983, empaquetada con el tanque "Wolverine". No se actualizó hasta 2005, cuando se lanzó en el paquete de tres figuras de Devil's Due Fans' Choice (junto con Spirit Iron-Knife y Hannibal: Reborn), pero su nombre en clave se eliminó, y el empaque se refiere a ella como "Agente Courtney Kreiger".

### Variantes internacionales
La figura de 1983 se lanzó en Brasil como "Agente Secreta: Sparta". En Argentina, Cover Girl se volvió a pintar con reflejos azules y lanzó una versión argentina de "Sparta".

## Cómics

### Marvel Comics
Cover Girl aparece por primera vez en la serie de Marvel Comics G.I. Joe: A Real American Hero #16 (octubre de 1983). Ella trabaja con otros Joes para proteger el edificio del Tesoro de los Estados Unidos de los agentes Cobra. Más tarde, trabaja con el mujeriego Clutch para perseguir a los operativos Cobra en Europa.
Cover Girl se une a una incursión de Joe en el país ficticio de Frusenland en un intento de evitar que Cobra lave el cerebro a los ciudadanos para que se vuelvan violentos. Ella trabaja con el conductor del tanque Back-Stop para destruir muchos vehículos Cobra. Ella y los otros Joes se ven afectados por las armas de lavado de cerebro de Cobra y luego se salvan de una muerte segura gracias a Battleforce 2000, los mismos hombres a los que habían entrado al país para proteger.
Ella es uno de los muchos Joes que huyen de la ley debido a que los malabaristas desean culpar al equipo por una incursión mal ejecutada en la Isla Cobra. En el rescate posterior del General Hawk y el General Hollingsworth de su clínica/prisión, Cover Girl recibe un disparo en el hombro. En Special Missions #24, Cover Girl, Lady Jaye, Scarlett y Jinx trabajan para proteger al presidente durante un juego de exhibición de béisbol al ir de incógnito como porristas a regañadientes, pero no obstante es capturado por un dirigible Cobra. Trabajando con Hardball, ella ayuda con el rescate golpeando un bote de gas en el dirigible. En el mismo número se reveló que ella era capaz de sacar a la gente de la hipnosis, deshaciendo los efectos causados por el hipnotizador Cobra Crystal Ball.
La última aparición de Cover Girl en la serie Marvel fue un cameo en el n.°149, monitoreando el castillo de Destro.

### Devil's Due
A partir de 'Devil's Due', G.I. Joe: A Real American Hero (vol. 2) #16, ella se une a los miembros Joe, Spirit y Snake Eyes, para descubrir por qué se secuestra a niños de apariencia idéntica. Esto pronto se mezcla con un incidente en el que ella y Spirit son uno de los muchos Joes prisioneros en la isla Cobra recientemente renovada. El grupo escapa con la intervención del Comandante Cobra, quien también está prisionero.
Se reveló en el número 20 de G.I. Joe: America's Elite que ella estaba saliendo con Shipwreck, para gran envidia de Clutch. Cover Girl ha aparecido con Shipwreck en G.I. Joe Special Missions: Brazil. Su relación con Shipwreck se revela en profundidad a través de flashbacks, mientras que en el presente los dos trabajan juntos para rescatar a un senador secuestrado en Río de Janeiro. Su relación vuelve a ponerse de manifiesto cuando los dos se enfrentan a un agente retirado de Cobra llamado Skullbuster. Los dos Joes finalmente someten y capturan a su adversario.
En la serie 'The Real American Hero' de Larry Hama, Cover Girl se despierta de un coma causado por un tiroteo con Crimson Guardsman. Su garganta ha sido gravemente herida, provocando una voz grave que asusta a los niños.
En la realidad alternativa de la continuidad de G.I. Joe vs. Transformers, Cover Girl ayuda a Snake Eyes, que había sido herido en la cara por una explosión. Esto fue causado por el ataque de robots alienígenas.

### Editorial IDW
Cover-Girl es parte de la tripulación de un tanque G.I. Joe que trabaja con los restos de la Guardia de Octubre para proteger a los civiles de los combates entre facciones de Cobra. Ella es asistida por Cross-Country, Steeler y Wildcard. Un problema de origen posterior revela que fue reclutada después de mostrar una aptitud para matar a sangre fría cuando mata a un grupo de piratas con una sola mano, y luego admite que finalmente encontró algo en lo que era buena: matar personas.
Cover Girl apareció en el número 193 de la continuación de la historia de ARAH de IDW Publishing, hablando con Junkyard.

## Serie animada

### Sunbow
En la serie animada de Sunbow, G.I. Joe, Liz Aubrey expresó a Cover Girl. Aparece por primera vez en la miniserie "Real American Hero", en la que viste una chaqueta verde y tiene el pelo largo y rubio. Fue rediseñada para parecerse mejor a su figura de acción (con una chaqueta marrón y cabello castaño rojizo corto) desde su próxima aparición en la miniserie "The Revenge of Cobra" en adelante. En las misiones, Cover Girl a menudo se emparejaba con Shipwreck.
Cover Girl tuvo un papel secundario en el episodio de la primera temporada "Twenty Questions", en el que encabeza un grupo de búsqueda Joe para encontrar a Shipwreck en el área de las Montañas Rocosas.
Su primer papel importante fue en "Lights! Camera! Cobra!", como uno de varios Joes contratados como asesores técnicos en una película sobre G.I. Joe. Durante gran parte del episodio, Cover Girl intenta asegurarse de que Shipwreck no se meta en problemas. Ella lo sigue a Hollywood, donde se ve envuelta en su pelea en una sala de billar por la que luego son arrestados. Luego de su liberación, rescatan a los desaparecidos Joes, Dusty and Recondo, quienes están heridos. Mientras Cover Girl los lleva al hospital, Shipwreck es capturado por Cobra. Sin embargo, Cover Girl idea una artimaña que convence al Comandante Cobra de que lo devuelva.
Cover Girl tuvo otro papel importante en "Cobra Claws Are Coming to Town". Ella toma el mando de los Joes cuando Cobra toma cautivo a Duke y los guía para evitar que Cobra ataque una ciudad en vehículos G.I. Joe. Volando un Cobra Rattler, Cover Girl dispara un misil a un Joe Skystriker pilotado por el Comandante Cobra y donde se encuentra detenido Duke, y le exige que aterrice. El Comandante Cobra ignora su advertencia y dispara a Rattler, pero Cover Girl es salvada por una Polly gigante. Ella le da a Duke una llave para sus esposas y lo besa mientras le desea una feliz Navidad.
Los antecedentes de Cover Girl como modelo se insinúan en el episodio de la segunda temporada, "Glamour Girls". Ella y Lady Jaye se infiltran en una sesión de modelaje organizada por Zartan y Baronesa disfrazados. Cover Girl engaña a los dos agentes de Cobra para que demuestren que son falsos diciéndoles que ella y Lady Jaye provienen de una agencia que ha estado fuera del negocio durante años. Cover Girl y Lady Jaye luego rescatan a varias modelos y actrices que habían sido capturadas por Cobra debido al esquema.

#### G.I. Joe: The Movie
Cover Girl aparece como un personaje de fondo en varias escenas de la película animada de 1987 G.I. Joe: The Movie. En la película, su cabello vuelve a ser largo, aunque su color sigue siendo castaño rojizo.

### Resolute
Cover Girl también aparece en la serie animada G.I. Joe: Resolute como una morena rojiza. Se la ve ayudando en la evacuación del USS Flagg.

### Renegades
En el episodio de G.I. Joe: Renegades, "Shipwrecked", Shipwreck mencionó por primera vez a Cover Girl (Courtney Kreiger) cuando mostró el póster modelo de Courtney a los Joes después de que Duke le preguntara a Shipwreck por qué llamó a su barco Courtney. Su imagen se muestra en una pared en la que se muestra con cabello rubio.

## Película de acción real
En la película de G.I. Joe: The Rise of Cobra, tiene un breve papel interpretado por la supermodelo checa y una cover girl de la vida real Karolína Kurková. Ella sirve como ayudante de campo del General Hawk. Cuando Cobra se infiltra en el Pozo, Cover Girl desconfía de un PM que deambula por los pasillos. Mientras informa a Hawk, el PM la apuñala por la espalda, que es Zartan disfrazado.
Para coincidir con el lanzamiento de la nueva película, Hasbro lanzó una figura de Cover Girl. Ella aparece como Courtney "Cover Girl" Kreiger con la especialidad de Oficial de Armas Especiales.

## Otras obras
- El personaje de Cover Girl se analiza extensamente en la novela de no ficción The Paradise of Bombs.[27]
- Se la menciona como un personaje femenino fuerte en la novela de no ficción Action Chicks: New Images of Tough Women in Popular Culture.[28]
- Dorian Brown interpretó a una agente del FBI llamada Courtney Krieger en el episodio de NCIS, "Identity Crisis".